# Teoria do Status Indeterminado de Taiwan
A Teoria do Status Indeterminado de Taiwan (chinês tradicional: 台灣地位未定論), também chamada de Teoria da Soberania Indeterminada de Taiwan (chinês tradicional: 台灣主權未定論), é uma das teorias que descrevem o atual status jurídico da ilha de Taiwan.
Em 1950, após a eclosão da Guerra da Coreia, o presidente dos Estados Unidos, Harry S. Truman, disse que seria uma ameaça direta à segurança dos Estados Unidos na área ocidental do Pacífico se as forças comunistas ocupassem Taiwan e que "a determinação do o futuro status de Formosa deve aguardar a restauração da segurança no Pacífico, um acordo de paz com o Japão ou consideração pelas Nações Unidas". Esta declaração de Truman é geralmente considerada a origem da Teoria do Status Indeterminado de Taiwan.
Em 1951, o Japão concluiu o Tratado de São Francisco com as Potências Aliadas. Renunciou a todos os direitos, títulos e reivindicações a Taiwan e aos Pescadores sem declarar explicitamente o estatuto de soberania dos dois territórios.
A Teoria do Status Indeterminado de Taiwan é apoiada por alguns políticos e juristas até hoje.